# Alfonso Corradi (pittore)
Alfonso Corradi (Castelnovo di Sotto, 1889 – Milano, 1972) è stato un pittore italiano.

## Biografia
Fu studente di ornato all'Accademia di Brera e per alcuni anni fu assistente dello scenografo Antonio Rovescalli. Si specializzò nel paesaggio e intraprese una carriera espositiva concentrata soprattutto a Milano.

## Opere
Un suo dipinto, Il Lambro, si aggiudicò il Premio Sallustio Fornara e venne acquistato dalla Galleria d'arte moderna di Milano; Lo stagno, esposto alla XX Biennale Nazionale tenuta nel Palazzo della Permanente, venne acquistato dalla Fondazione Cariplo.